# ¿Somos?
 ¿Somos? es una película de Argentina filmada en Eastmancolor dirigida por Carlos Hugo Christensen sobre su propio guion escrito en colaboración con Eduardo Gudiño Kieffer según el cuento Si no vino es porque no vino, de Eduardo Gudiño Kieffer, que se estrenó el 2 de septiembre de 1982 y que tuvo como actores principales a Jorge Martínez, Olga Zubarry, Silvia Kutica, Nicolás Frei y Jorge Sassi.

## Sinopsis
El hijo de un estanciero se enamora de una mujer mayor que vive en el cementerio de la Recoleta y resulta ser su madre.

## Reparto
- Jorge Martínez …Dr. Roberto Lecube
- Olga Zubarry …Excéntrica
- Silvia Kutica …Celia Valenti
- Nicolás Frei …Marcelo Lecube
- Jorge Sassi …Todo
- Elvia Andreoli …Madre de Marcelo
- Marco Estell ... Martin Pescador Amigo de Todo
- Amalia Bernabé ... Abuela de Todo
- Oscar Hassen
- Susana Chávez
- Sandra Ballesteros …Extra
- Gloria Necon
- Ricky Harum
- María Alexandra
- Gabriela Folgar
- Olkar Ramírez
- . Andrea Bonelli

## Comentarios
Mariano Vera' escribió:

«Carece del mínimo de credibilidad necesaria…desde el punto de vista plástico Christensen hace un excelente trabajo de imagen.»

La Prensa escribió:

«Un luctuoso microclima cultural.»

Armando Rapallo en Clarín dijo:

«Desdibujado guion.»

Manrupe y Portela escriben:

«Lamentable retorno de Christensen, perdido en la irrealidad del guion y sin hallar credibilidad para sus personajes.»